# 长毛婆婆纳
长毛婆婆纳（学名：Veronica kiusiana），为車前草科婆婆纳属下的一个植物种。